# Zossen
Zossen település Németországban, azon belül Brandenburgban. Lakosainak száma 21 643 fő (2023. december 31.). Zossen Rangsdorf, Mittenwalde és Ludwigsfelde községekkel határos.

## Népesség
A település népességének változása:
| Lakosok száma | 18 915 | 19 403 | 20 130 | 21 433 | 21 643 |
|               | 2017   | 2019   | 2021   | 2022   | 2023   |